# Lucas Mozela
Lucas Lamente Mozela (Cajamar, 26 de novembro de 1997) é um nadador paralímpico brasileiro. Conquistou a medalha de bronze nos Jogos Paralímpicos de Verão de 2016 no Rio de Janeiro, representando seu país na categoria revezamento 4x100 metros medley.